# Lovász Krisztina
Lovász Krisztina (Kolozsvár, 1970. február 16. –) romániai magyar író, költő.

## Életpályája
Iskoláit Bánffyhunyadon kezdte, majd Kolozsváron, az Agrártudományi Egyetem Kertészmérnöki Karán folytatott tanulmányokat.
1991-től Budapesten él. Az Országos Széchényi Könyvtár könyvtáros-asszisztensi képesítése után a szegedi Juhász Gyula Tanárképző Főiskolán szerzett diplomát. Ezzel párhuzamosan perzsa nyelvtanfolyamot is végzett.
Első verseit a bukaresti Ifjúmunkás (1985) és a kolozsvári Korunk (1987) folyóirat közölte. A bánffyhunyadi Kalotaszegben, a budapesti Mozgó Világban és Napútban, valamint a kolozsvári Helikonban jelentek meg írásai.

## Kötetei
- Csillagok szöges ágyán. Versek, Budapest, 2000
- Adélka szerint. Elbeszélések. AB-ART, Pozsony, 2009